# Craig Foster (Filmschaffender)
Craig Foster (* 20. Jahrhundert) ist ein südafrikanischer Filmemacher und Gründer der Non-Profit-Organisation Sea Change Project. Der Naturfilmer wurde vor allem durch den Film Mein Lehrer, der Krake (2020) bekannt.

## Leben
Craig Foster drehte seit 2000 eine Reihe von Dokumentarfilmen über die Wildnis von Afrika. 2010 hatte er eine Art Burn-out und verlor den Spaß am Filmen. Er wandte sich dem Freitauchen zu und fand so neuen Lebensmut. 2012 gründete er das Sea Change Project, eine Non-Profit-Organisation, die sich vor allem um den Tangwald in Südafrika kümmert.
Auf einem seiner Tauchgänge im False Bay bei Kapstadt lernte er 2010 einen kleinen Gewöhnlichen Kraken kennen, der ihn so sehr faszinierte, dass er versuchte sich mit ihm anzufreunden. Dazu nutzte er Jagdmethoden, die er bei früheren Dokumentationen von den San in der Kalahari gelernt hatte und adaptierte sie für das Unterwasserleben. Nachdem er bereits mehrere Tauchgänge alleine abgefilmt hatte, suchte er weitere Filmemacher, die ihn bei seinem Projekt unterstützten. Zusammen mit Pippa Ehrlich und James Reed drehten sie den Film Mein Lehrer, der Krake (2020), der 2021 ein Überraschungshit auf Netflix wurde.
Der Film gewann 2021 den Oscar in der Kategorie Bester Dokumentarfilm.

## Privatleben
Foster ist mit der indischen Dokumentarfilmerin und Umweltaktivistin Swati Thiyagarajan verheiratet. Das Paar lebt in Kapstadt. Foster hat einen Sohn aus erster Ehe.

## Filmografie
- 2000: The Great Dance: A Hunter's Story
- 2001: Africa Unbottled
- 2003: Cosmic Africa
- 2010: My Hunter’s Heart
- 2010: Wild Walk (Serie)
- 2013: Touching the Dragon
- 2014: Dragons Feast
- 2020: Mein Lehrer, der Krake (My Octopus Teacher) (Produzent, Darsteller)